# Samuel Warren Carey
Samuel Warren Carey (ur. 1 listopada 1911 w Campbelltown, zm. 20 marca 2002 w Hobart) – australijski geolog, pedagog, profesor Uniwersytetu Tasmańskiego, jeden z odkrywców procesu spreadingu i pomysłodawców modelu „ekspandującej Ziemi”.

## Życiorys

### Dzieciństwo i młodość
S. Warren Carey urodził się w miejscowości Campbelltown, ok. 45 km od Sydney. Rodzice, Tasman George i Hannah Elspeth Carey, byli właścicielami 4-hektarowego gospodarstwa. Samuel Warren był trzecim z sześciorga dzieci. Uczył się początkowo w pobliżu miejsca urodzenia (ok. 5 km marszu). Gdy miał 6 lub 7 lat rodzina przeniosła się do Canterbury (ojciec dostał pracę zecera w lokalnej gazecie) i Samuel chodził do Canterbury High School. Zachował w pamięci swoich nauczycieli, a zwłaszcza chemika Jamesa Jervisa i fizyka Franka Gillogleya. Po ukończeniu szkoły z wyróżnieniem otrzymał rzadko przyznawane stypendium, umożliwiające rozpoczęcie w 1928 roku studiów w Uniwersytecie w Sydney. Na pierwszym roku studiów przedmiotami obowiązkowymi były chemia, fizyka i matematyka, a czwarty przedmiot był obieralny – wybrał geologię, kierując się radą swojego nauczyciela, Jamesa Jervisa.
Jego nauczycielami w czasie studiów byli m.in. L.A. Cotton, W.R. Browne, G.D. Osborne, L.L. Waterhouse oraz emerytowany profesor Edgeworth David (najbardziej poważany). Prawdopodobnie poznał wówczas nową teorię dryfu kontynentów, sformułowaną przez Alfreda Wegenera (jego mistrz – Edgeworth David – był autorem publikacji na ten temat). Osiągnął bardzo dobre wyniki w czasie studiów licencjackich, a jako student wyższych stopni kształcenia prowadził wnikliwe badania skał karbonu i permu z północnej części Nowej Południowej Walii. Sformułował wnioski, które okazały się inspirujące dla innych badaczy w kolejnych dekadach. Studia ukończył z wyróżnieniem. Badania wykonane w ramach pracy magisterskiej stały się przedmiotem czterech artykułów naukowych.

### Pierwsza praca
Po studiach zajął stanowisko geologa w przemyśle naftowym w Papui-Nowej Gwinei – w skrajnie trudnych warunkach terenowych przygotowywał wysoko oceniane raporty i mapy geologiczne. Część wyników tych badań wykorzystał w czasie pracy doktorskiej na temat Tectonic Evolution of New Guinea and Melanesia. Twierdził, że niektóre z wniosków, do których doszedł, musiał pominąć, wiedząc że są zbyt kontrowersyjne. Zakończenie przewodu doktorskiego zbiegło się z datą wybuchu II wojny światowej, jednak trudności zdołano pokonać. Po doktoracie pracował nadal w Papui-Nowej Gwinei, do 1942 roku.

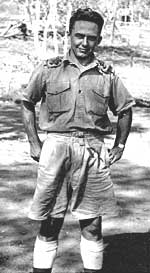
S. Warren Carey w Nowej Gwinei (rok 1942)

### II wojna światowa
30 czerwca 1942 r. wstąpił do wojska w randze kapitana. Pełnił służbę w „Z Special Unit” – specjalnej jednostce
Inter-Allied Services Department (ISD) (zob. Special Operations Executive), której zadaniem były sabotaż i dywersja za liniami wroga (był uznawany za specjalistę w zakresie spellingu). Pełnił tajną funkcję oficera łącznikowego między dowódcami New Guinea Force (gen. Edmund Herring) i Australian Military Forces (gen. Thomas Blamey); oficjalnie należał do General Staff Intelligence (Topographical). Najbardziej znana była jego rola w „Operacji Skorpion”, planowanej jako atak na Rabaul, w której było konieczne dokładne zaplanowanie miejsca i czasu akcji, w oparciu o szczegółową znajomość terenu. Był pomysłodawcą akcji, brał udział w jej planowaniu i przygotowaniu, m.in. szkolił grupę komandosów-uczestników. Operacja nie doszła do skutku, ale efekty szkoleń wykorzystano w kolejnych akcjach (np. Operacji Jaywick). Po rozwiązaniu grupy Skorpiona Carey objął w Melbourne stanowisko dyrektora ds. badań w Joint Planning, Training, Air and Technical Directorate. We wrześniu 1943 r. został zaangażowany do pracy doświadczalnej w spadochroniarstwie, m.in. z użyciem Liberatora „Beautiful Betsy” (B-24D Liberator). W dniu 6 listopada 1944 r. przeszedł do Army Reserve.

### Praca po II wojnie światowej
Po demobilizacji pracował w Government service jako Government Geologist of Tasmania. Podjął się reorganizacji Geological Survey, planując wykorzystanie wiedzy o geologicznej budowie Tasmanii do określenia jej zasobów i zaplanowania kierunków gospodarczego rozwoju. Doprowadził do aktualizacji map geologicznych i opublikowania Report of the Government Geologist for 1945.
W 1946 r. otrzymał stanowisko profesora na Wydziale Geologii, utworzonym w Uniwersytecie Tasmańskim, gdzie zajmował się pracą naukową i dydaktyczną oraz pełnił funkcje administracyjne do emerytury (1976), a również jako profesor emeritus.

## Praca dydaktyczna
Carey odnosił sukcesy jako nauczyciel akademicki. Wprowadził kurs geologii (m.in. problemy tektoniki) – wcześniej wykładanej na drugim i trzecim roku studiów – do programu dla pierwszego roku; dla studentów tego roku prowadził nie tylko wykłady, ale również wycieczki, na których aktywnie zachęcał uczniów do samodzielnej interpretacji własnych obserwacji. Taka forma prowadzenia zajęć wydatnie zwiększyła zainteresowanie przedmiotem – zwielokrotniła się liczba studentów wybierających ten kierunek studiów na wyższych stopniach kształcenia. Kilku jego absolwentów zostało profesorami geologii i cenionymi członkami australijskiej Akademii Nauk i Royal Society of London.

## Badania naukowe

Model rozszerzającej się Ziemi

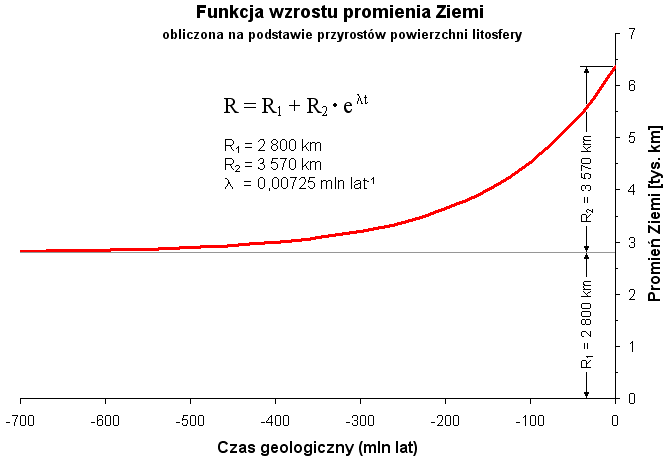
Wzrost promienia Ziemi (według Jana Koziara)

Jako profesor Uniwersytetu Tasmańskiego Carey intensywnie rozwijał i popularyzował niekonwencjonalną hipotezę rozszerzającej się Ziemi; zyskał światowe uznanie, zwłaszcza po zorganizowaniu w 1981 roku międzynarodowego „Expanding Earth Symposium” (University of Tasmania, Sydney 1981). Jego koncepcja – odrzucana dziś przez większość geologów – nadal ma zwolenników; jest przedmiotem trwającej przez dziesięciolecia polemiki naukowej i publikacji popularnonaukowych. Argumentami za ekspansją Ziemi są:
1. zwiększanie się powierzchni Pacyfiku; „test Careya” opisany w 1958 roku; rozwinięcie prac Lindemanna (1927) i Hilgenberga (1933),
2. niedopasowania płyt litosfery („rozwarte kliny Careya”, opisane przez niego w roku 1958)
3. wydłużanie się granic płyt (np. grzbietów oceanicznych; Carey 1958, Heezen 1960),
4. wzajemne oddalanie się plam gorąca (Stewart 1978),
5. „paradoks arktyczny Careya” (obserwowany ruch płyt na północ, Carey 1976),
6. istnienie „korzeni płyt litosfery” w głębokim płaszczu, wykryte techniką tomografii sejsmicznej (Kremp 1990),
7. zwiększanie się „koła wielkiego Perina” (Perin 2002).

Współczesne obserwacje satelitarne, niedostępne za życia Careya, wykluczają jednak wzrost promienia Ziemi z dokładnością do 0,2 mm na rok.
Wyniki swojej pracy naukowej Carey systematycznie publikował, co rozpoczął już w czasie studiów i pracy na stanowisku Government Geologist of Tasmania. Jako profesor Uniwersytetu Tasmańskiego starał się przede wszystkim popularyzować hipotezę ekspandującej Ziemi. Szczególnie dużą rolę odegrała tu organizacja w Uniwersytecie Sympozjum „Expanding Earth Symposium” (Sydney 1981), na którym stworzono warunki bezpośredniej konfrontacji różnych poglądów (co Carey preferował). Materiały Sympozjum zostały zredagowane przez S.W. Careya (prof. emer.) i udostępnione w wersji elektronicznej, ze streszczeniem:

For all those interested in tectonics and the evolution of concepts related to continental drift, plate tectonics and earth expansion. This a valuable collection of papers that provides an alternative to current ideas on subduction on a static earth.

Publikacja wciąż budzi zainteresowanie, przede wszystkim w Stanach Zjednoczonych.
Wciąż cytowane są również inne prace Careya, np.:
- Carey S.W., 1958: The tectonic approach to continental drift. Continental drift a symposium, Geology Department Univ. Tasmania, p. 1–355],
- Carey S.W., 1976: The Expanding Earth. In: Developments in Geotectonics 10. Elsevier Sc. Pub. Com., Amsterdam-Oxford-New York, p. 1–488,
- Carey S.W., 1988: Theories of the Earth and Universe. A History of Dogmea in the Earth Sciences. Stanford University Press, California, p. 413

i inne.

## Członkostwo w stowarzyszeniach naukowych
S. Warren Carey należał do stowarzyszeń:
- Australian Academy of Science (Fellow)
- Geological Society of Australia (Past President),
- Royal Society of NSW
- Royal Society of Tasmania (Past Senior, Vice-President),
- Royal Society of Western Australia
- Linnaean Society of NSW
- ANZAAS (Past President),
- American Association of Petroleum Geologists
- Association of Photogrammetric Engineers
- Australian Institute of Mining and Metallurgy
- Geological Society of France
- Legacy
- Australian Paratroopers' Association

## Odznaczenia, nagrody i wyróżnienia
W dowód uznania dorobku S. Warrena Careya przyznano mu liczne tytuły i odznaczenia, m.in.:
- Honorary Life Member, Royal Society of NSW
- Honorary Life Member, Geological Society of Australia
- Honorary Life Member, ANZAAS
- Honorary Foreign Life Member, Geological Society of London
- Fellow of the Indian National Science Academy (FNI)
- Honorary Fellow, Geological Society of America
- U.N. Technical Adviser, Israel (1963)
- Chrestien Mica Gondwanaland Gold Medal (Geological Mining and Metallurgical Institute of India, 1963)
- Clarke Medal (Royal Society of NSW, 1969)
- Honorary DSc, University of Papua New Guinea (1970)
- R.M. Johnston Medal (Royal Society of Tasmania, 1977)
- Honorary Doctor of Geological Science, University of Urbino (1977)
- Oficer Orderu Australii (Officer of the Order of Australia, 1977)
- Browne Medal (Geological Society of Australia, 1982)
- Lewis Weekes Medal (1996)
- ANZAAS Medal (1998)
- Medal of the Italian Geological Society
- Gold Medal of the Australian Society of Exploration Geophysicists (1998)
- Geological Society of America, Structural Geology and Tectonics Division, 2000 Career Contribution Award

## Życie prywatne
Ożenił się 15 czerwca 1940 r. z Austral Robson, pielęgniarką i portrecistką, z którą miał czworo dzieci, siedmioro wnuków i dwóch prawnuków. Zmarł w wieku 90 lat.

## Polskie seminarium ekspansjonistyczne (Wrocław 1994)
W roku 1994 S. Warren Carey był gościem seminarium nt. „Zagadnienia ekspandującej Ziemi”, zorganizowanego przez Uniwersytet Wrocławski we Wrocławiu i Sosnówce koło Karpacza. Organizatorami seminarium byli Stefan Cwojdziński, Jan Koziar i Józef Oberc. Wyjeżdżając z Polski powiedział:

W chwili, w której opuszczam Polskę, wracając na Tasmanię, moje myśli krążą wokół dokonań ostatnich dwóch tygodni. Wrocławskie sympozjum na temat ekspansji Ziemi może zapoczątkować odwrót od wielkiego błędu, w którym geologia tkwi od ubiegłego wieku, że orogeneza i wielkie nasunięcia w Himalajach, Alpach i Appalachach są rezultatem zaciskania skorupy ziemskiej. Jest to pomyłka świata anglosaskiego. Wielu Włochów, Szwajcarów, Niemców, Szwedów, Holendrów i Rosjan argumentowało, że procesy tektoniczne są pochodną pionowych sił grawitacyjnych, a nie horyzontalnej kompresji. Są oni jednak zdominowani przez lawinę amerykańskiej wiary, która zalała Europę Zachodnią, w rzeczywistości prawie cały świat.
Geologiczna rewolucja dokona się we Wschodniej Europie, prawdopodobnie tutaj, w Polsce. [...] Polacy i Australijczycy walczyli razem w obronie Tobruku przed wojskami Rommla i zawsze ceniłem Polaków zachowujących swą narodową godność wbrew trwającym od wieków agresjom ze strony kolejnych sąsiadów. Teraz to właśnie Polacy mogą wyprowadzić świat geologów z największego zalewu błędnej koncepcji ostatnich dwóch wieków.